# Лазурець
Лазуре́ць (Grandala coelicolor) — вид горобцеподібних птахів родини дроздових (Turdidae). Мешкає в Гімалаях, Тибеті і Китаї. Це єдиний представник монотипового роду Лазурець (Grandala).

## Опис
Довжина птаха становить 19-23 см, вага 38-52 г. виду притаманний статевий диморфізм. Самці мають яскраве, лазурово-синє забарвлення. Крила, хвіст, дзьоб і лапи чорні, між дзьобом і очима чорні смуги. Самиці мають коричнювато-сіре забарвлення, поцятковане білими плямками, гузка і надхвістя блакитні, на крилах білі смуги. Забарвлення молодих птахів подібне до забалення самиць, однак гузка і верхні покривні пера хвоста у них не блакитні. Лазурцям притаманне м'яке цвірінькання і щебет.

## Поширення і екологія
Лазурці поширені від Пакистану до Бутану та від сходу Цинхаю і північного заходу Ганьсу до північного Юньнаню. Влітку лазурці зустрічаються набагато вище верхньої межі лісу, на висоті від 3900 до 5500 м над рівнем моря, де вони живуть на гірських луках, на скелястих вершинах гір і осипах, в заростях високогірних чагарничків. Взимку гірські популяції мігрують в долини, зокрема в північну М'янму, на висоту від 300 до 4300 м над рівнем моря, рідко на висоту нижче 2000 м над рівнем моря.

## Поведінка
Лазурці часто утворюють великі зграї. Вони живляться комахами і ягодами, шукають їжу переважно на землі. Восени вони також живляться плодами в садах. Сезон розмноження триває з травня по липень. Гніздо чашоподібне, зроблене з сухої трави, встелене мохом і пір'ям, розміщується на виступі скелі. В кладці 2 зеленуватих яйця, поцяткованих пурпуровими плямками.

## Галерея

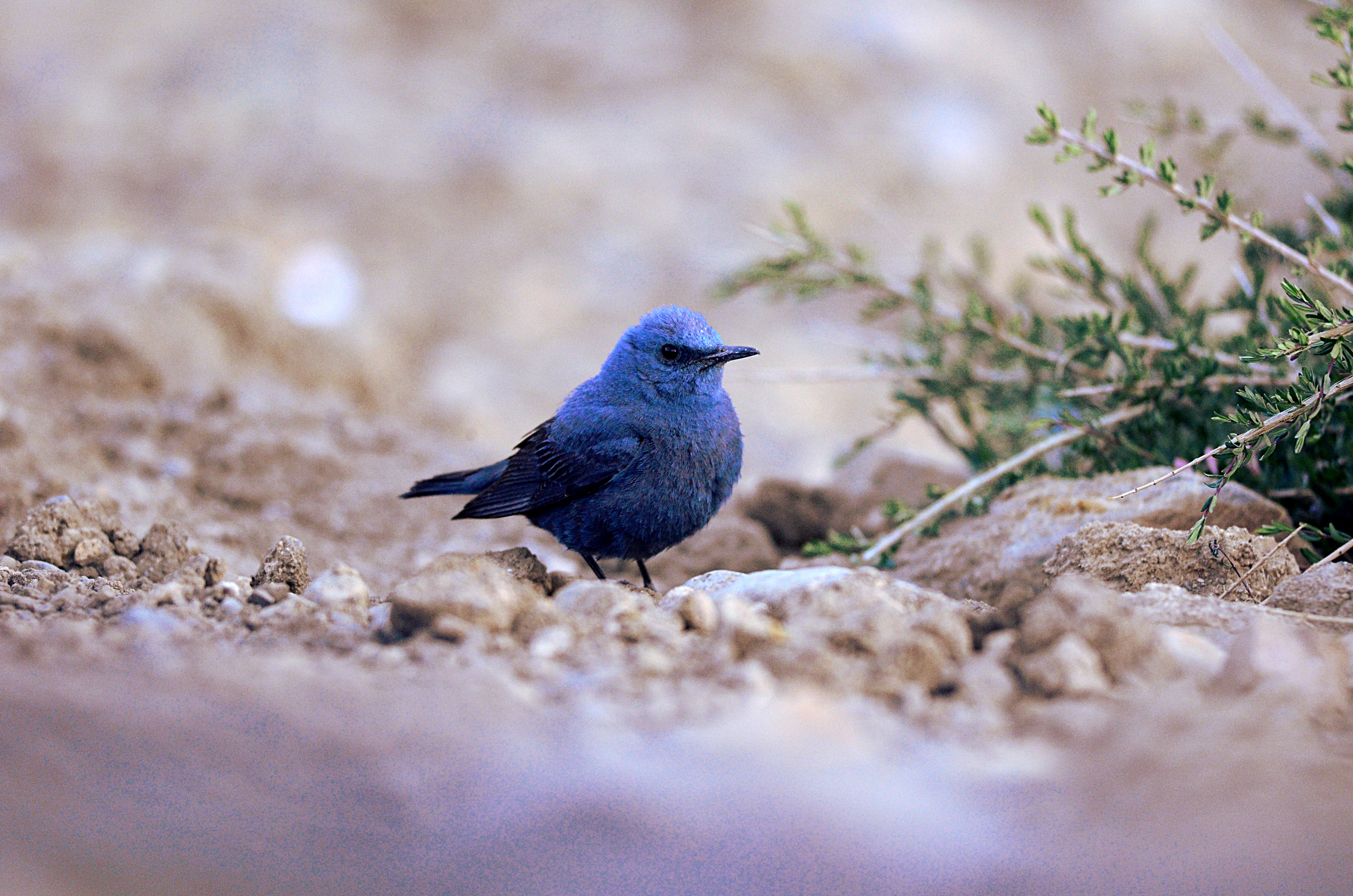
Лазурець
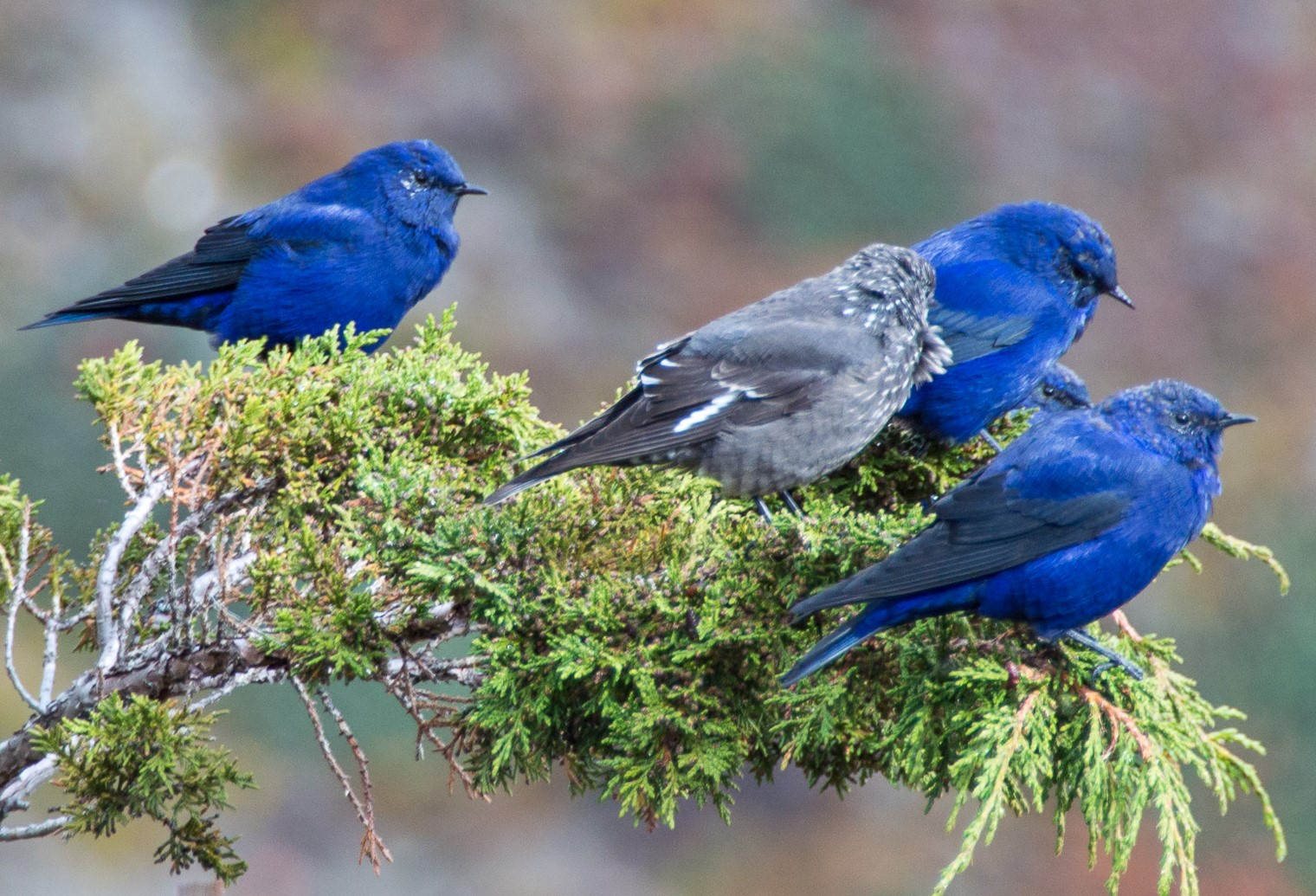
Зграйка лазурців (Непал)
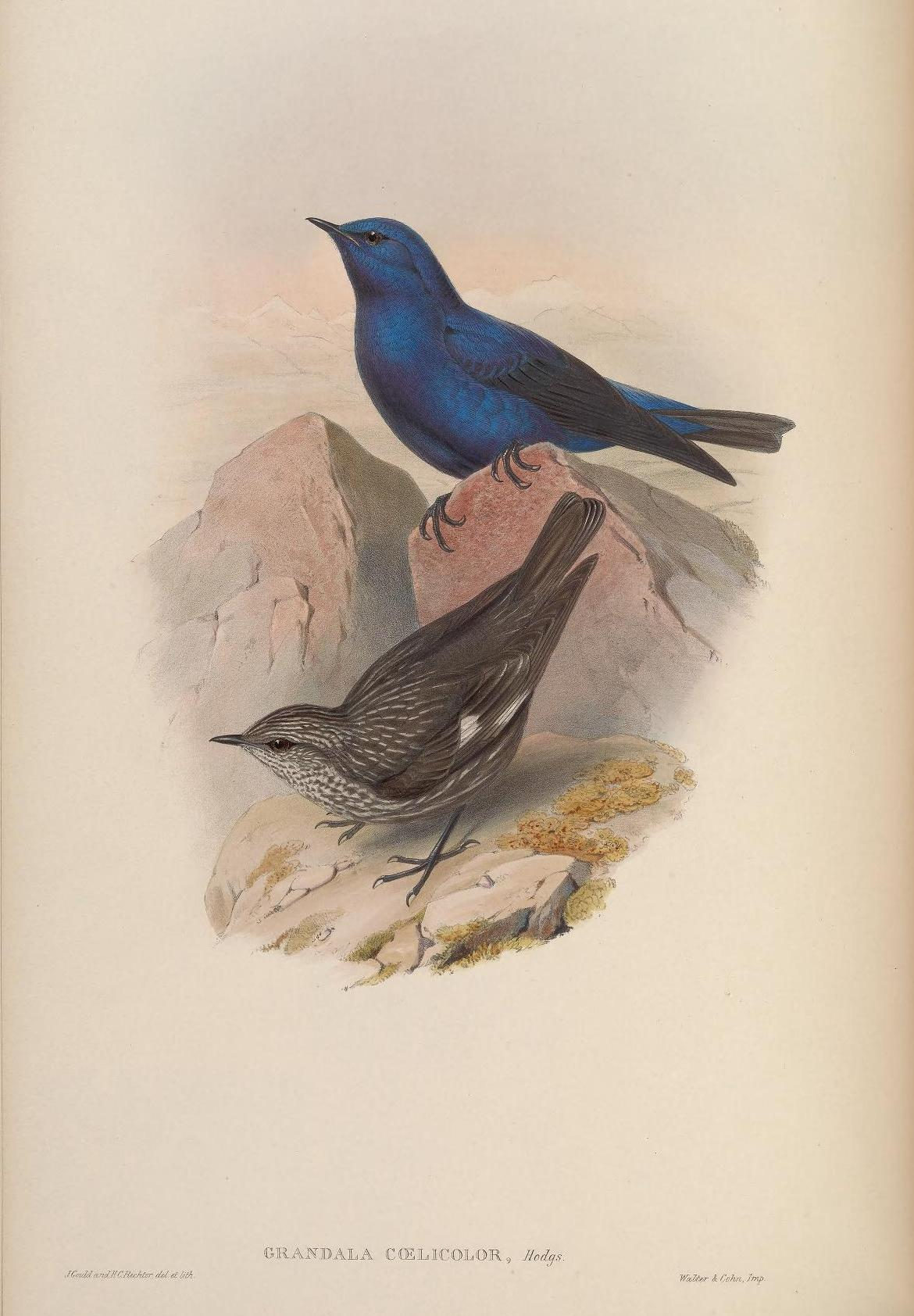
Пара лазурців